# Metasilicat de sodi
El metasilicat de sodi és un compost inorgànic constituït per cations sodi {\displaystyle {\ce {Na+}}} i anions metasilicat {\displaystyle {\ce {SiO3^2-}}}, la qual fórmula química és {\displaystyle {\ce {Na2SiO3}}}. El metasilicat de sodi és una substància sòlida en pols o en escates, incolora, soluble en aigua. Solidifica en forma de cristalls o en forma de sòlid amorf soluble en aigua a alta temperatura i pressió. És irritant fort per a la pell, els ulls i les mucoses. Pot ser tòxic per ingestió. Les seves dissolucions aquoses concentrades són utilitzades com a cola.

## Història
Els silicats solubles alcalins (vidre soluble), entre els quals hi ha el metasilicat de sodi, són actualment uns dels compostos químics amb major volum de producció mundial. Ja eren coneguts des de l’antiguitat i algunes fonts informen que ja podrien haver estat produïdes pels antics egipcis fa més de 5 000 anys a través de la fusió de sorra de sílice (diòxid de silici) i sosa natural (carbonat de sodi). Famosa és una anècdota recollida a la Naturalis Historia de Plini el Vell (24-79) en què s'explica la producció accidental d'un got soluble per part d'uns mariners fenicis; van arribar a una costa de sorra i van utilitzar un bloc de carbonat de sodi com a suport per cuinar el menjar. La calor del foc va provocar la reacció entre el carbonat de sodi i la sorra silícica i la consegüent formació del vidre.

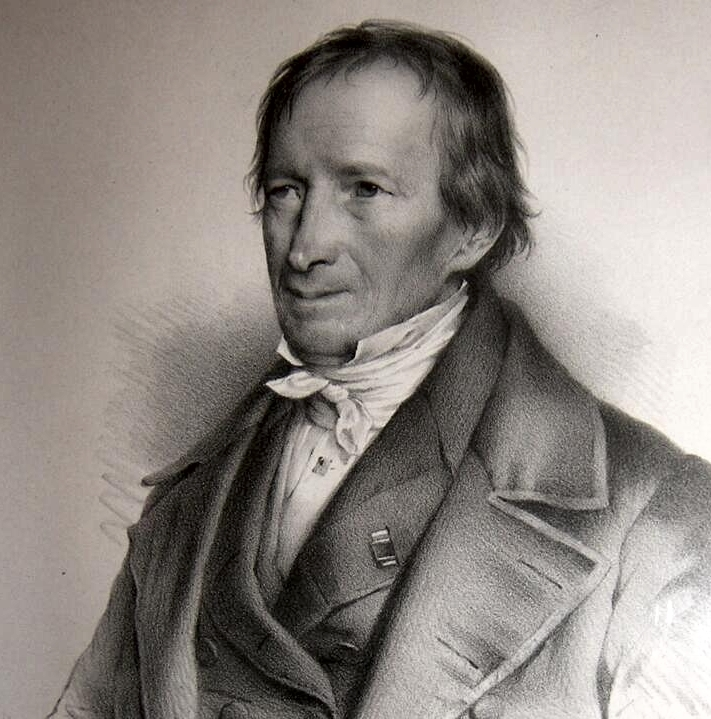
Johann Nepomuk von Fuchs

Els silicats solubles també foren identificats i explotats per alguns alquimistes del segle xvii, tal com es descriu en els treballs de Georgius Agricola (1490-1555) i de Johann Rudolph Glauber (1604-1670), però només amb els estudis i la producció industrial del segle xix es desenvolupà aquesta categoria de compostos nombroses aplicacions que encara impliquen pràcticament tots els objectes de la nostra vida quotidiana. Les primeres aplicacions industrials del silicat de sodi van començar a la segona meitat del 1800 tant a Europa com als Estats Units d'Amèrica, basant-se en estudis realitzats sistemàticament des de 1818 per Johann Nepomuk von Fuchs (1774-1856), professor de mineralogia a Múnic.

## Obtenció
El metasilicat de sodi s'obté fent reaccionar fusos carbonat de sodi {\displaystyle {\ce {Na2CO3}}} i diòxid de silici {\displaystyle {\ce {SiO2}}} a una temperatura d'uns 1 400 °C i en les proporcions estequiomètriques. Es desprèn diòxid de carboni. La reacció és:
{\displaystyle {\ce {Na2CO3 + SiO2 -> Na2SiO3 + CO2}}}

## Propietats

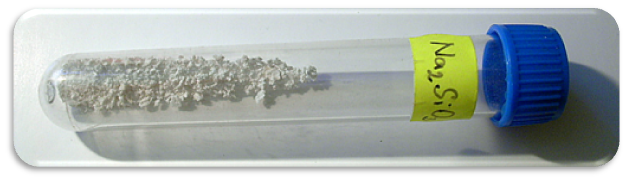
Na2SiO3

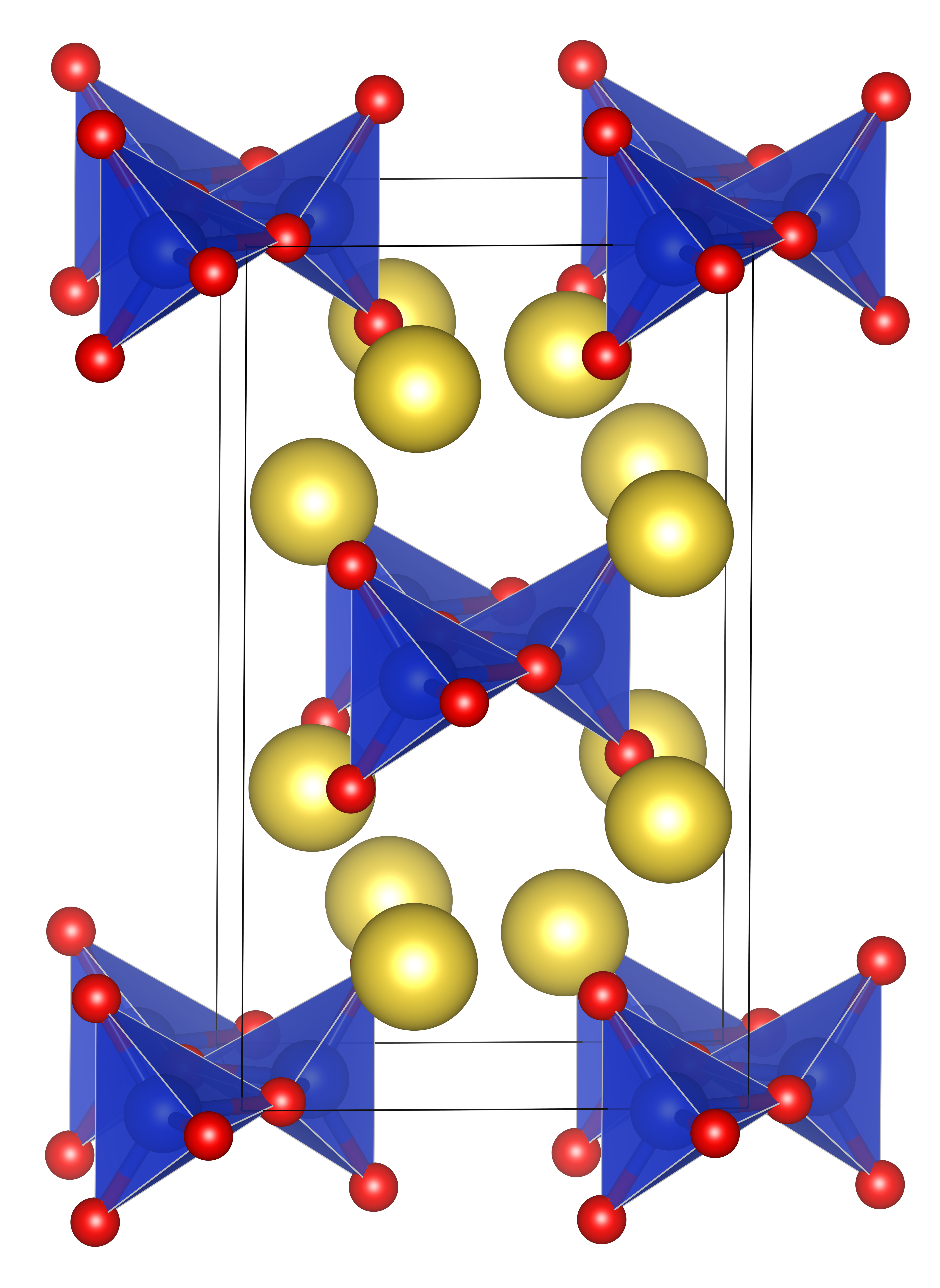
Estructura cristal·lina ortoròmbica del metasilicat de sodi. En vermell els oxígens, en blau les piràmides dels anions silicat i en daurat els cations sodi.

El metasilicat de sodi és un compost sòlid incolor, higroscòpic, que cristal·litza en el sistema ortoròmbic. La seva densitat és 2,6 g/cm³ i punt de fusió de 1 089 °C. És molt soluble en aigua (210 g/L a 20 °C), però no en alcohols ni àcids. La seva solució aquosa és alcalina (pH =12,7 per a una dissolució de l'1 % en pes). Té dos hidrats, el pentahidrat {\displaystyle {\ce {Na2SiO3.5H2O}}} és de color blanc, una densitat d’1,75 g/cm³, un punt de fusió de 72,2 °C i una solubilitat en aigua de 610 g/L a 30 °C; i el nonahidrat {\displaystyle {\ce {Na2SiO3.9H2O}}}, que cristal·litza en el sistema ortoròmbic, fon a 47,8 °C en l'aigua de cristal·lització i bull a 100 °C.
El metasilicat de sodi solidifica com un vidre de la massa fosa. Aquests sòlids amorfs són essencialment anhidres i es diferencien dels vidres normals pel fet que són solubles en aigua a temperatura i pressió elevades que condueixen a solucions de silicat. L'estructura cristal·lina del metasilicat de sodi es basa en cadenes paral·leles. El lligam entre les cadenes és proporcionat per àtoms de sodi que estan envoltats per cinc anions d’oxigen en forma de bipiràmides trigonals distorsionades. Existeix una transició de fase a 850 K amb un canvi del sistema ortoròmbic, grup espacial Cmc21, al monoclínic. El {\displaystyle {\ce {Na2SiO3}}} és un dels rars exemples en què la modificació a alta temperatura té una simetria inferior en comparació amb la fase estable a temperatures ambientals.

## Aplicacions

### Sabons i detergents

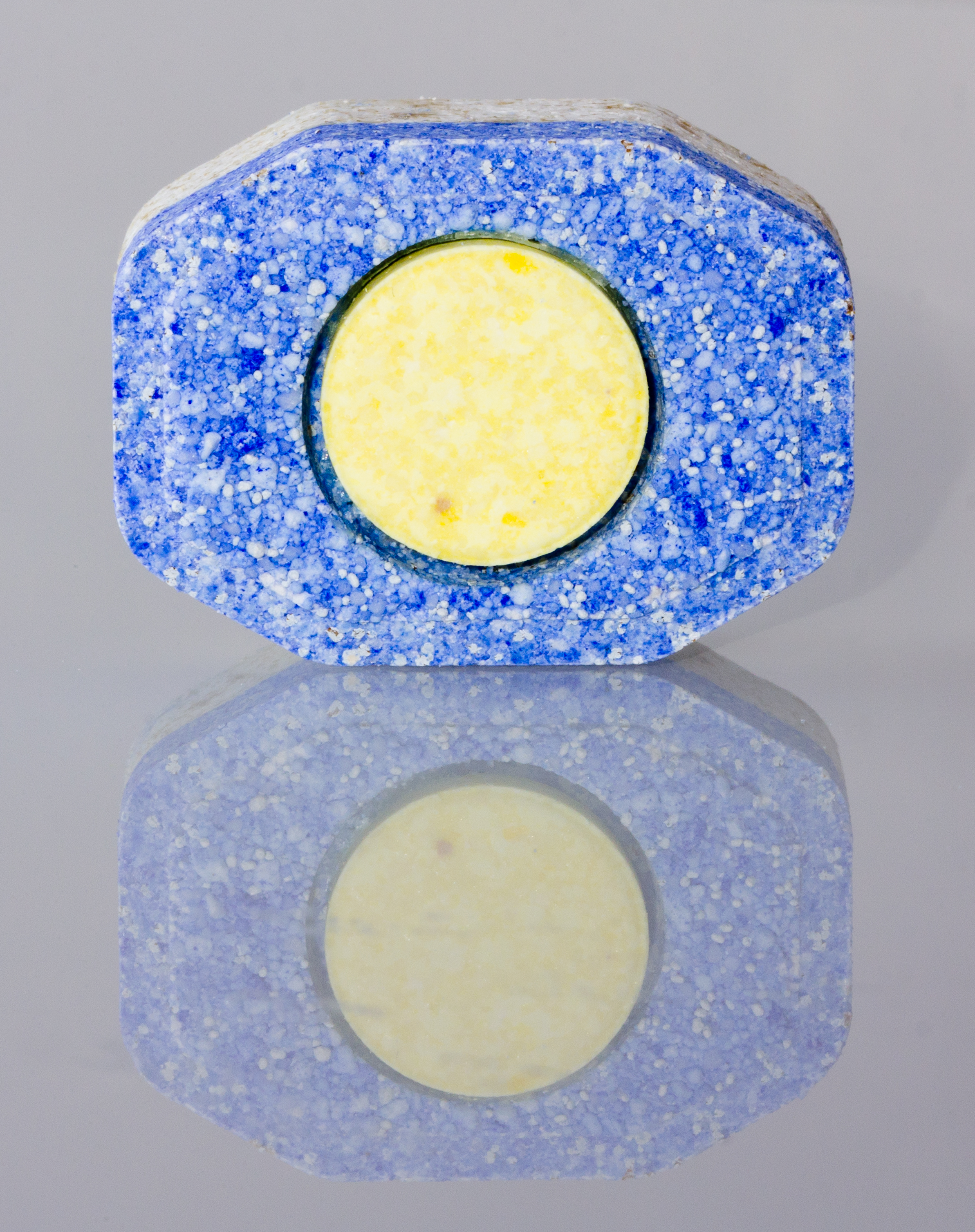
Detergent per a rentaplats

A causa de la combinació d’excel·lents propietats, incloses les bones propietats emulsionants i de suspensió, juntament amb l’alcalinitat de reserva, el metasilicat de sodi troba usos en sabons i detergents, inclosos els emprats als rentaplats.

### Polpa i paper
Un dels usos principals del metasilicat de sodi és a la indústria de la pasta de cel·lulosa i del paper. S'utilitza en el dimensionament i el revestiment del paper. També s’utilitza, juntament amb peròxid d’hidrogen, en el procés de blanqueig de la cel·lulosa, en el qual actua com a agent amortidor i estabilitzador.

### Ciments i aglutinants
Amb la pèrdua d’una mica d’aigua, el metasilicat de sodi es converteix en un excel·lent ciment o unió, especialment per a aplicacions a temperatures més altes o aplicacions que impliquin exposició a aigua o àcids.

### Usos de l’automoció
La temperatura elevada és la clau de la utilitat del metasilicat de sodi en aplicacions automotrius. Les fuites de les juntes del cap es poden reparar posant metasilicat de sodi a l’aigua del refrigerant. L’aigua circula i algunes passen pel forat de la junta. La temperatura elevada de la junta canvia el metasilicat de sodi a la superfície del metall, produint una pel·lícula que segella la fuita. El metasilicat de sodi també s’utilitza per fer petites reparacions en els silenciadors.

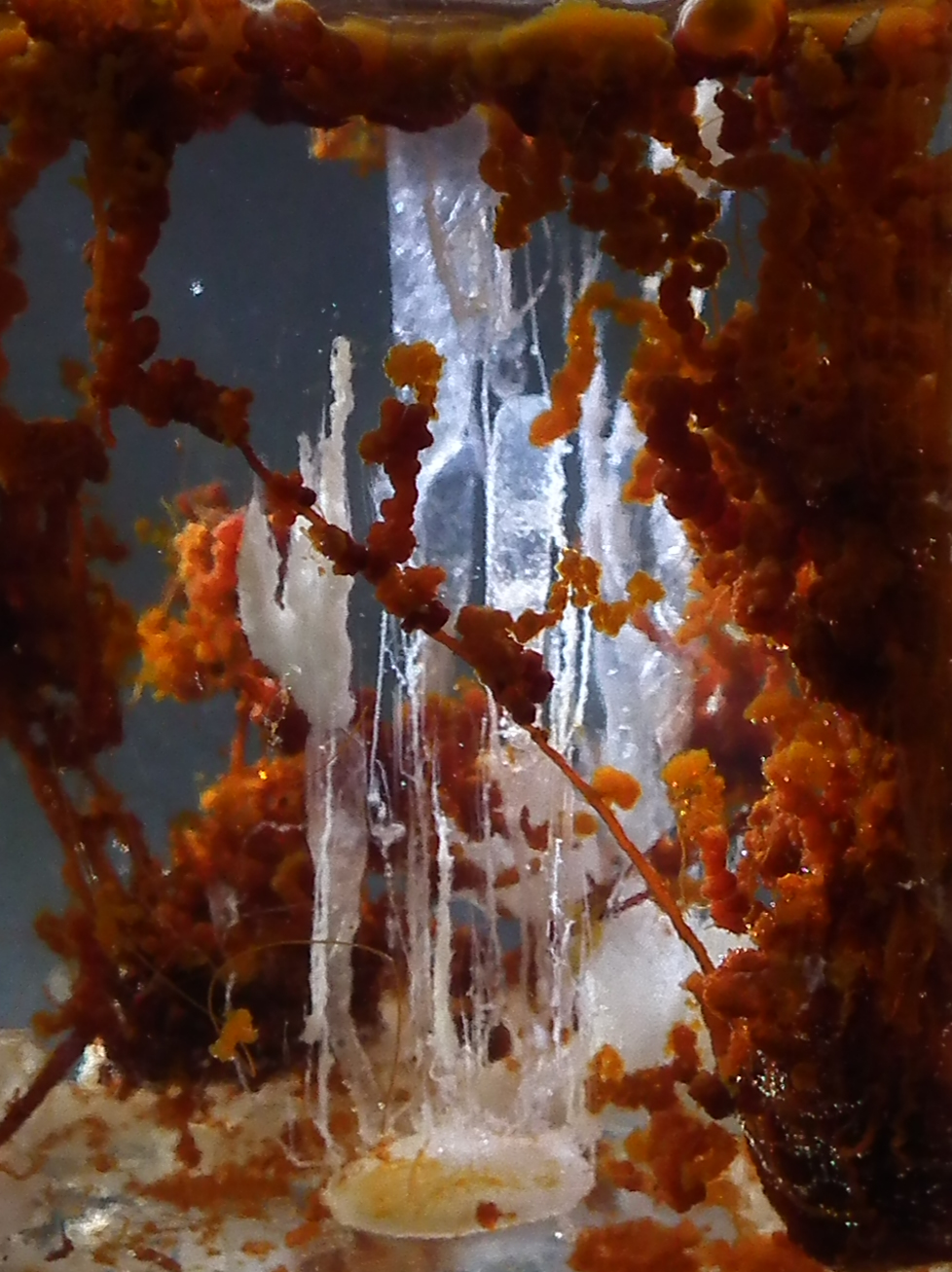
Jardí químic

### Conservant d'ous
Històricament, els ous s’han conservat per immersió en una solució de silicat de sodi. Aquesta solució segella els ous, preservant-los així dels bacteris, cosa que provoca el deteriorament. El revestiment conserva els ous durant diversos mesos.

### Jardins químics
Durant el segle xx, els anomenats jardins químics, que contenen diversos ions de metalls de transició i metasilicat de sodi s'empraven a les llars amb finalitats d'oci i decoració. El metasilicat forma estructures que recorden estalagmites de colors en reaccionar i precipitar amb els diferents ions metàl·lics que s'han introduït en forma de sals en dissolucions de metasilicat de sodi contingudes dins recipients de vidre.

## Perillositat

### Efectes sobre la salut
Els metasilicats de sodi són alcalins, és a dir, tenen un pH elevat, que normalment oscil·la entre 12,4 i 12,7. Aquesta propietat fa que el metasilicat de sodi irriti la pell, les mucoses i els ulls. El contacte amb els ulls pot causar irritació severa, dolor i cremades corneals que poden provocar ceguesa. El contacte directe amb la pell pot causar irritació. La inhalació de pols de metasilicats de sodi pot provocar irritació de les vies respiratòries amb símptomes com tos, asfixia i dolor. La ingestió de metasilicat de sodi és poc probable; tanmateix, si s’ingereix, pot causar dolor i cremades de l'esòfag i del tracte gastrointestinal amb vòmits, nàusees i diarrea. No es coneixen riscos crònics associats als metasilicats de sodi. No està classificat com a cancerigen.

### Efectes ambientals
Si s’allibera a l’aigua, el metasilicat de sodi inicialment s’enfonsarà i es barrejarà amb aigua. Com que els metasilicats de sodi tenen un pH elevat, poden ser tòxics aguts. Els metasilicats de sodi han mostrat una toxicitat moderada per als organismes aquàtics i una lleu toxicitat per als organismes terrestres. El material diluït es descompondrà per convertir-se en sílice que no és diferent de la sílice dissolta natural. La sílice no es bioconcentra a la cadena alimentària.